# Iza (Fluss)
Die Iza (rumänisch Râul Iza) ist ein 83 km langer linker Nebenfluss der Theiß im Kreis Maramureș in Nordrumänien.
Die Iza hat ein Einzugsgebiet von 1303 km². Sie entspringt auf einer Höhe von 1380 m im Rodnaer Gebirge und fließt dann in nordwestlicher Richtung. Orte im Tal der Iza sind Săliștea de Sus, Dragomirești, Bârsana, Vadu Izei und Sighetu Marmației. Im Ort Vadu Izei mündet die Mara in die Iza. Die Iza fließt kurz darauf bei Sighetu Marmației auf einer Höhe von 268 m in die Theiß; diese bildet dort den Grenzfluss zur Ukraine.